# Johannes van der Velden

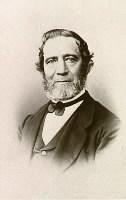
J.W. van der Velden in 1868

Johannes Wilhelmus van der Velden (Eindhoven, 21 juni 1817 - Eindhoven, 27 oktober 1888) is een voormalig wethouder van de Nederlandse stad Eindhoven. Van der Velden werd geboren als zoon van Judocus van der Velden en Johanna Maria van Heugten. 
Hij was fabrikant in het klooster Mariënhage, lid van de Provinciale Staten van Noord-Brabant, raadslid van Eindhoven vanaf 1863 en wethouder van Eindhoven vanaf 1881 tot aan zijn dood in 1888.
Hij trouwde de eerste keer te Woensel op 26 mei 1841 met Petronella Hendrica van Gennip, dochter van Hendrik van Gennip en Petronel Konings, geboren te Woensel op 29 september 1816, overleden in Woensel op 17 oktober 1850. 
Hij trouwde de tweede keer te Eindhoven op 9 september 1853 met Johanna Adriana Huberta van Bon, dochter van de Eindhovense burgemeester Melchior van Bon en Anna Maria Pessers, geboren te Eindhoven op 17 augustus, overleden in Eindhoven op 16 maart 1878.